# ネイト・コルバート
ネイサン・コルバート・ジュニア（Nathan Colbert Jr., 1946年4月9日 - 2023年1月5日）は、アメリカ合衆国ミズーリ州セントルイス出身のプロ野球選手（一塁手）。右投右打。

## 経歴
1964年に地元球団のセントルイス・カージナルスと契約してプロ入り。翌1965年 にルール5ドラフトでヒューストン・アストロズから指名され、移籍した。1966年4月14日にメジャーデビューを果たした。1967年はメジャーでの出場は無く、1968年も20試合で56打席しか出場機会を与えられなかった。
1968年シーズン終了後にエクスパンションドラフトでサンディエゴ・パドレスから指名され、移籍した。1969年、創設元年のパドレスで一塁手のレギュラーに抜擢されると、24本塁打を記録するなど頭角を現す。翌 1970年は38本塁打（ナショナルリーグ5位）、1972年も38本塁打（同2位）、111打点（同4位）、8月1日にはダブルヘッダーで5本塁打、13打点の新記録を樹立した。1970年に150三振、1974年まで6年連続100三振以上と粗さもあったが、守備では1972年から2年連続で最多補殺を記録している。腰痛を悪化させて30歳となった1976年に引退した。なお、パドレス在籍時に163本塁打を放っているが、これは2024年9月6日にマニー・マチャドが更新するまで長らくパドレスの球団記録であった。
引退後は、パドレスがスプリングトレーニングを行う期間中の打撃インストラクターやパドレス傘下のマイナーで監督・コーチを歴任した。また、1999年にはこの年より設立されたパドレス野球殿堂入りを果たしている。
2023年1月5日にネバダ州ラスベガスで死去したことが報じられた。

## 詳細情報

### 記録
- MLBオールスターゲーム選出：3回（1971年 - 1973年）

### 背番号
- 12（1966年）
- 27（1968年）
- 17（1969年 - 1974年）
- 9（1975年 - 同年途中）
- 24（1975年途中 - 1976年途中）
- 23（1976年途中 - 同年終了）